# Gábor Novák
Pour les articles homonymes, voir Novák.
Gábor Novák, né le 14 août 1934 à Budapest et mort le 5 août 2021, est un céiste hongrois pratiquant la course en ligne.

## Palmarès

### Jeux olympiques de canoë-kayak course en ligne
- 1952 à Helsinki,  Finlande
  -  Médaille d'argent en C-1 10000m [2]